# Питерс, Джеймс Ли
Джеймс Ли Петерс (13 августа 1889 — 19 апреля 1952) — американский орнитолог.

## Биография
Родился в Бостоне. Учился в Roxbury Latin School (в настоящее время — старейшая непрерывно существующая школа в США), а затем в Гарварде. Рано проявил интерес к естественной истории и совершил несколько коллекторских поездок. Среди его ранних наставников Чарльз Джонсон Мэйнард, судья Чарльз Дженни и Аутрам Бэнгс.
Был куратором птиц в Музее сравнительной зоологии в Гарвардском университете. В 1942—1945 был президентом Американского орнитологического союза, а также возглавлял Международную комиссию по зоологической номенклатуре.
Наиболее известен как автор многотомного труда «Check-list of Birds of the World» (1931-52). За первые четыре тома учёный получил медаль Брюстера.